# Australosymmerus maculatus
Australosymmerus maculatus är en tvåvingeart som beskrevs av Munroe 1974. Australosymmerus maculatus ingår i släktet Australosymmerus och familjen hårvingsmyggor. Inga underarter finns listade i Catalogue of Life.